# Hubert Burda

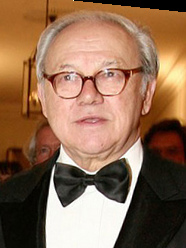
Hubert Burda (2011)

Hubert Dietrich Burda (* 9. Februar 1940 in Heidelberg) ist ein deutscher Verleger. Er ist Eigentümer der Hubert Burda Media, die unter anderem Bunte, Focus,  Superillu und Guter Rat
herausgibt. Er vereint eines der führenden europäischen Internet-Unternehmen mit Medienhausbindung. Zum 1. Februar 2025 hat Burda die unternehmerische und verlegerische Verantwortung für Hubert Burda Media an seine Kinder Elisabeth Burda Furtwängler und Jacob Burda abgegeben.
Burda ist Vorsitzender der Konferenz Digital Life Design (DLD), die jährlich im Januar in München stattfindet. Mit einem geschätzten Vermögen von 3,6 Milliarden Dollar gehört er laut Forbes zu den reichsten Deutschen und ist vor Friede Springer und Stefan von Holtzbrinck der reichste Verleger der Bundesrepublik (Stand 2021).

## Leben und Wirken

### Jugend
Hubert wurde nach Franz und Frieder als der jüngste von drei Söhnen des Verleger-Ehepaares Franz und Aenne Burda geboren. Er nahm als Primaner bis zum Abitur – also knappe zwei Jahre – jeden Nachmittag Malunterricht und entwickelte dabei den Wunsch, Maler zu werden. Der Vater wünschte sich eine andere Karriere für den Sohn, als Kompromiss durfte er stattdessen Kunstgeschichte studieren, doch nur unter der Bedingung, mit 25 Jahren Studium und Promotion abgeschlossen zu haben. Burda studierte Kunstgeschichte bei Hans Sedlmayr sowie Klassische Archäologie und Soziologie an der Ludwig-Maximilians-Universität in München. 1967 promovierte vor dem 26. Lebensjahr in Kunstgeschichte. Das Thema seiner Dissertation lautete Die Ruine in den Bildern Hubert Roberts.
Nach mehreren Volontariaten in US-amerikanischen Werbeagenturen und Verlagen arbeitete Burda bis 1974 als Verlagsleiter der Burda-eigenen Zeitschrift Bild und Funk. 1969 wagte er mit m – Die Zeitschrift für den Mann zusätzlich ein eigenständiges Magazin-Projekt. Im Stil der Zeit und in Anlehnung an twen waren darin auch halbnackte Frauen abgebildet, was der katholische Vater, der allerdings zur Zeit von Huberts Geburt mit seiner zehn Jahre jüngeren Sekretärin Elfriede Breuer ein Kind zeugte, nach einem Jahr abstellte.

### Übernahme des Unternehmens und erste Jahre dort
Burda übernahm Ende 1986/Anfang 1987 als alleiniger Gesellschafter und Vorstandsvorsitzender die Burda Holding, nachdem sein Vater gestorben war und die Söhne erst kurz davor zu seinen Stellvertretern gemacht hatte. Franz jun. und Frieder nahmen eine Realteilung vor. Zu einer schwerwiegenden Familienkrise kam es, als die Brüder im April 1988 entgegen einer Abmachung ihre Aktien des Axel-Springer-Verlags an dessen Erben verkauften. Sie misstrauten Burdas geschäftlichen Fähigkeiten und stellten ihre persönlichen Interessen in den Vordergrund. Burda prozessierte, gewann in erster Instanz und verlor aber in dritter Instanz.
Burda konnte 1988 dem Springer-Verlag den Redaktionsdirektor der Bild-Zeitung, Günter Prinz, abwerben. Nach der Wende forderte er die Bild-Zeitung im Mai 1991 in Zusammenarbeit mit dem Medieninvestor Rupert Murdoch durch die Boulevardzeitung Super! heraus. Prinz war für die Konzeption verantwortlich. Ein erster Rückschlag war die neuerliche Abwerbung von Prinz durch den Springer-Verlag im Frühjahr 1991. Murdoch zog sich im Juli 1992 wegen finanzieller Schwierigkeiten aus dem Vertrag zurück, und Burda musste mit 30 Millionen DM Verlust das Projekt aufgeben. Neben der Programmzeitschrift Super TV konnte er ab 1990 mit der Superillu die Zeitschrift mit der stärksten Auflage in Ostdeutschland etablieren.

### Etablierung desFocusund Burdas Firmenstrategie
Mit der Gründung des Nachrichtenmagazins Focus gelang es ihm 1993 in Zusammenarbeit mit Helmut Markwort, eine bis heute bestehende Konkurrenz gegenüber dem Rivalen Der Spiegel aufzubauen und zu behaupten. 1999 firmierte Burda die Holding in die Hubert Burda Media um, der er bis Januar 2010 als Vorstandsvorsitzender vorstand und heute als Verleger vorsteht. Neben dem Erfolg mit Focus errang er durch den konsequenten Ausbau der Titelpalette das größere geschäftliche Plus. Während sich in der Ära Burda sen. Verlags- und Druckumsatz noch etwa die Waage hielten, erwirtschaftet die Burda-Holding heute ein Mehrfaches mit ihren Verlagsprodukten und vor allem dem Bereich Digital. Burda weitete sein Engagement auch auf internationale Kooperationen (Hachette, Rizzoli), internationale Expansion (Singapur, Thailand, Indien, Russland) und besonders das Internet aus. Er ging unter anderem mit Microsoft eine Zusammenarbeit als Content-Lieferant ein und baute zahlreiche andere Onlinedienste auf.
Das Unternehmen Hubert Burda Media erzielte 2019 in den vier Unternehmensbereichen Digitalmarken, Medienmarken National, Medienmarken International sowie Druck mit zusammen 12.292 Mitarbeitern einen konsolidierten Außenumsatz in Höhe von 2,792 Mrd. Euro. Zum Portfolio des Konzerns gehörten 2019 rund 600 Medienprodukte in Deutschland und 16 weiteren Ländern. Im Unternehmensbereich Digitalmarken wurden 2019 rund 52 Prozent der Umsätze erwirtschaftet.

### Mäzenatentum

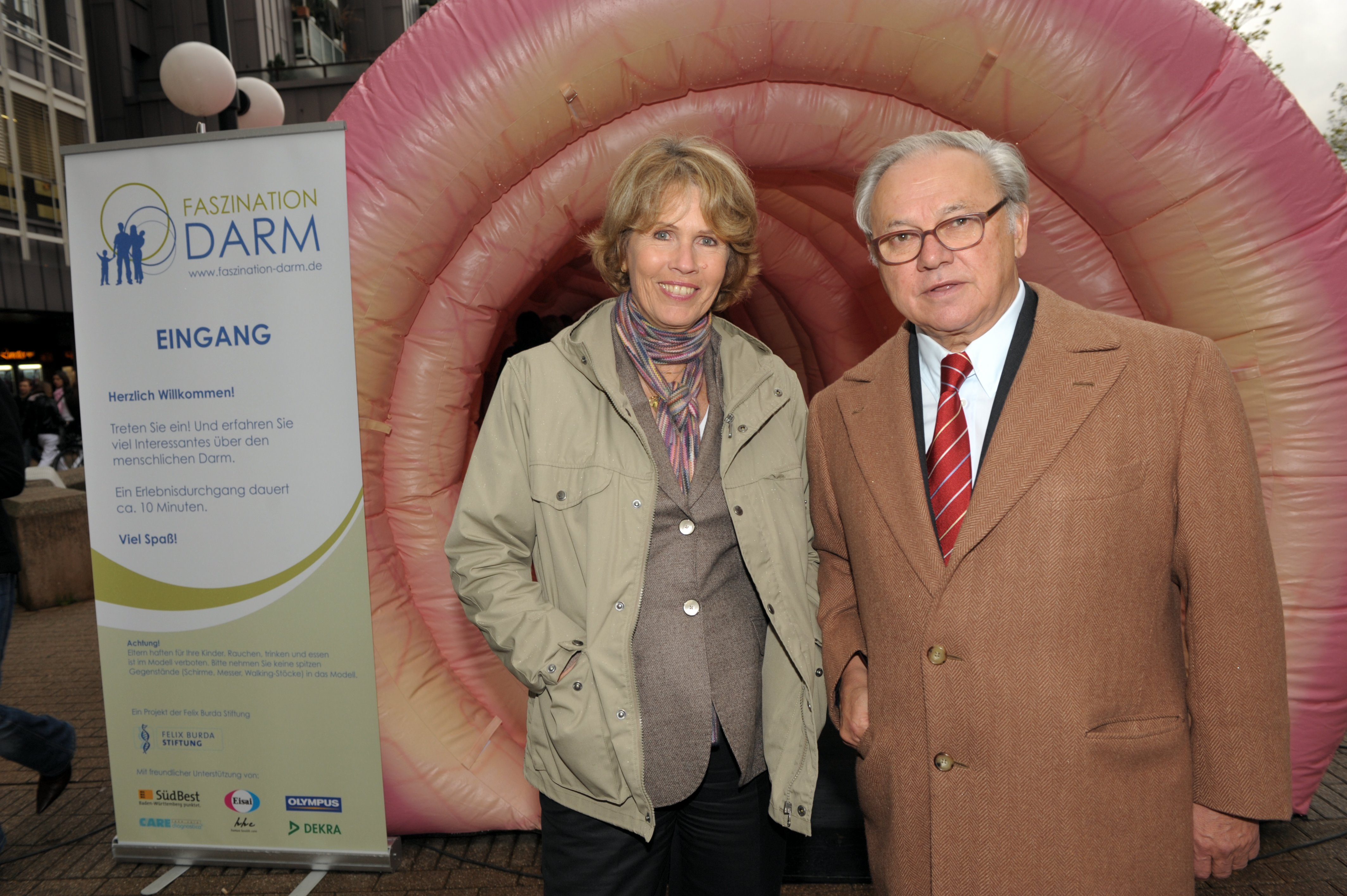
Christa Maar und Hubert Burda bei der Eröffnung des Darmmodells „Faszination Darm“ der Felix Burda Stiftung

Burda stiftete 1975 den Petrarca-Preis, 1977 den Preis „in MEDIAS res“ für Kommunikationsforschung 1987 zur Auszeichnung besonderer Leistungen bei der Vermittlung von Gegenwartskunst insbesondere in Ausstellungen den „Passepartout-Preis“ (vergeben bis 1990) und 1988 den Nicolas-Born-Preis für Lyrik, der bis 1995 verliehen wurde. Er gründete 1994 die Akademie zum dritten Jahrtausend und initiierte 1997 den Corporate-Art-Preis für das kulturelle Engagement von Unternehmen und Initiativen. Er stiftete 1999 den Hermann-Lenz-Preis für deutschsprachige Literatur (vergeben bis 2009) und den Hubert-Burda-Preis für junge osteuropäische Lyrik. 1999 gründete er die Hubert Burda Stiftung, die sich der Literatur, der Völkerverständigung, der Kunst, der Kultur und der Wissenschaft widmet. 2001 folgte die Felix Burda Stiftung, die sich der Förderung der Darmkrebsvorsorge verschreibt. Gemeinsam mit der Stadt Offenburg stiftete Hubert Burda 2005 den Europäischen Übersetzerpreis Offenburg.
Zudem förderte der Unternehmer zusammen mit anderen in München den Bau der Pinakothek der Moderne durch das Aufbringen und Einwerben von Spenden.
Burda setzt sich für die deutsch-jüdische Aussöhnung ein und beteiligte sich unter anderem finanziell an der Produktion einer englischsprachigen CD-ROM der Shoah Foundation (Survivors of the Shoah Visual History Foundation) von Steven Spielberg, so dass sie etwa Schulen als Unterrichtsmaterial zur Verfügung steht.
Burda spendete eine Million Euro für das im November 2006 eröffnete Jüdische Zentrum München, in dem ein Saal nach ihm benannt ist.
Im Rahmen der seit dem Jahr 2005 veranstalteten DLD-Conference (Digital, Life, Design) verleiht Burda seit 2006 einen Aenne Burda Award. Der Preis soll die Arbeit junger Frauen in den Medien bestärken, ihrem eingeschlagenen Weg treu zu bleiben, an ihre Ideen zu glauben und sie durchzusetzen.

### Kunstsammler
Die Eltern Aenne und Franz Burda sammelten bereits Werke der bildenden Kunst. Der Schwerpunkt lag auf dem deutschen figürlich-gegenständlichen Expressionismus. Die Anwesenheit von moderner Kunst im Elternhaus hat die drei Söhne damit vertraut gemacht und zu eigenen, unterschiedlich ausgerichteten und ausgeprägten Sammeltätigkeiten angeregt. Hubert Burda hat seinen Erbteil an der elterlichen Sammlung nicht aufgestockt, sondern sich als Sammler der Concept Art zugewandt. Er arbeitete mit verschiedenen Galeristen, Kunstkennern und Kunsthändlern zusammen, zum Beispiel mit Konrad Fischer, Franz Dahlem, Heiner Friedrich oder Alfred Schmela. Zu den Künstlern, mit denen Hubert Burda gute Kontakte pflegt und pflegte, gehören in diesem Kontext John Baldessari, Douglas Huebler, Jan Dibbets und Lawrence Weiner. Im Bestand seiner Sammlung finden sich unter anderem Werke von Andy Warhol, Joseph Beuys und Julian Schnabel. Ihr Umfang umfasst rund 2000 Werke zeitgenössischer Künstler, hinzu kommen Werke der Malerei des 16. und 17. Jahrhunderts. Kunstwerke aus seinem Eigentum sowie solche seiner älteren Brüder Franz und Frieder wurden 2020 im Museum Frieder Burda (Baden-Baden) ausgestellt.

### Iconic Turn
Hubert Burda hat sich immer wieder mit dem Iconic Turn befasst. Dieser 1994 von Gottfried Boehm eingeführte Begriff bezeichnet die Wende vom Wort beziehungsweise Text zum Bild – eine Folge der Digitalisierung und des Internets. Die Beschäftigung mit diesem „Siegeszug des Bildes“ begann in Gesprächen mit seinem Sohn Felix. Hubert Burda versteht den Begriff Bild in einem umfassenden Sinn, als „Fotografien, Videos, Filme, aber auch Infografiken, Illustrationen, Zeichnungen, Comics, kurz alle visuellen Kommunikations- und Informationsmittel“. Nach dem Tod seines Sohnes organisierte er von 2002 bis 2005 eine interdisziplinäre Vorlesungsreihe an der Ludwig-Maximilians-Universität München, die sich aus verschiedenen Perspektiven mit diesem Wandel befasste. Zu den Referenten der über vier Semester verteilten, insgesamt 32 Abende zählten unter anderem Jean Baudrillard, Gottfried Boehm, Bazon Brock, Norman Foster, Arata Isozaki, Friedrich Kittler, William J. T. Mitchell, Peter Sloterdijk, Wolf Singer, Bill Viola und Wim Wenders. Der erste Teil dieser Vorträge erschien 2004 als Buch (Iconic Turn. Die neue Macht der Bilder). Der zweite Teil (Iconic Worlds. Neue Bilderwelten und Wissensräume) folgte 2006. 2010 kam Hubert Burdas Werk In medias res. Zehn Kapitel zum Iconic Turn heraus, das im Folgejahr ins Englische übersetzt wurde. Zuletzt legte er zu diesem Vorgang drei weitere, zusammenhängende Publikationen vor:  2014 zunächst Notizen zur digitalen Revolution 1990–2015 (2015 erschien die englische Übersetzung), 2016 gefolgt von Digitale Horizonte: Strategien für neue Medien und 2017 schließlich Landwege – Seewege. Bereits 2002 ehrte ihn die Staatliche Hochschule für Gestaltung Karlsruhe unter anderem wegen seines „großen Engagement(s) für eine innovative, interdisziplinäre Lehre der Bildwissenschaften (Iconic Turn)“ mit dem Titel Senator.

### Mitglied der Bundesversammlung
Hubert Burda war auf Vorschlag der CDU Mitglied der 14. Bundesversammlung und nahm am 30. Juni 2010 an der Wahl des deutschen Bundespräsidenten teil.

### Privatleben
Burda heiratete im Jahr 1967 die Kunsthistorikerin Christa Maar (1939–2022). Die Ehe wurde 1972 geschieden. Der am 25. November 1967 geborene Sohn Felix Burda, der ebenfalls in Kunstgeschichte promoviert wurde, starb Ende Januar 2001 an Darmkrebs (siehe Felix Burda Stiftung).
Seit dem 8. November 1991 ist Burda in zweiter Ehe mit der Ärztin und Schauspielerin Maria Furtwängler-Burda verheiratet und hat mit ihr zwei Kinder; Sohn Jacob (* 1990) und die Tochter Elisabeth (* 1992). Im August 2022 wurde ihre Trennung bekannt.

## Lobbyismus
Laut der Fachzeitschrift c’t setzt sich Hubert Burda seit vielen Jahren für das umstrittene Leistungsschutzrecht für Presseverleger auf europäischer Ebene ein. Ein solches wurde 2019 durch das EU-Parlament und den EU-Ministerrat angenommen, obwohl sich zahlreiche Wissenschaftler, Internet-Pioniere, Bürgerrechtsorganisationen, Wirtschaftsverbände, Internet-Experten aller Parteien und knapp 5 Millionen Bürger in einer Petition gegen ein solches Recht aussprachen.

## Vermögen
Das Vermögen von Hubert Burda wird auf ca. 3,6 Milliarden US-Dollar (gem. Forbes-Liste 2021) geschätzt, womit er Platz 878 auf der Forbes-Liste der reichsten Menschen der Welt (Stand 2021) belegt.

## Mitgliedschaften
- Mitglied im Beirat der Vereinigung Gegen Vergessen – Für Demokratie
- Gründer der Akademie zum dritten Jahrtausend zum Austausch über Trends der Zukunft
- Initiierung der Iconic-Turn-Vorlesungsreihe zur Diskussion über den Einfluss von Bildern, Photographien, Massenmedien und Computer-Technologien auf Kultur, Gesellschaft und Wissenschaft
- Präsident der VDZ Akademie des Verbandes Deutscher Zeitschriftenverleger
- Mitgründer des European Publishers Council EPC
- Gremiumsmitglied des Weltwirtschaftsforums, Davos
- Ehemaliger Gremiumsvorsitzender der Ludwig-Maximilians-Universität München
- Gründer des Hubert Burda Centers für Innovative Kommunikation an der Ben-Gurion-Universität im Negev, Beʾer Scheva, Israel
- Initiator des Projekts „Paten für Toleranz“ zur Unterstützung des Jüdischen Zentrums München am Jakobsplatz
- Vorsitzender des Kuratoriums der Deutschlandstiftung Integration

## Auszeichnungen
- 1997: Bundesverdienstkreuz I. Klasse
- 1999: Interfaith-Goldmedaille des internationalen Gremiums der Christen und Juden
- 2000: Ehrenprofessorenwürde des Ministerpräsidenten des Landes Baden-Württemberg
- 2000: Ehrenbürgerwürde der Stadt Offenburg als Stammsitz der Hubert Burda Media
- 2000: Ehrenmitgliedschaft der Bayerischen Akademie der Schönen Künste
- 2000: Medaille „München leuchtet – Den Freunden Münchens“ in Gold
- 2000: Bayerischer Printmedienpreis
- 2002: Großes Bundesverdienstkreuz
- 2002: Professor h. c. durch den baden-württembergischen Ministerpräsidenten
- 2004: Zukunftspreis der Christlich-Demokratischen Arbeitnehmerschaft
- 2005: Großoffizierskreuz des Verdienstordens der Italienischen Republik
- 2006: Leo-Baeck-Preis[45]
- 2007: Jakob Fugger-Medaille des Verbandes der Zeitschriftenverlage in Bayern
- 2008: Verdienstmedaille des Landes Baden-Württemberg
- 2008: Großes Bundesverdienstkreuz mit Stern
- 2009: Ehrendoktor der Medizinischen Fakultät der LMU München
- 2009: Ohel-Jakob-Medaille
- 2011: Ehrensenatorwürde der Hochschule für Jüdische Studien[46]
- 2012: Offizier der Ehrenlegion[47]
- 2014: Toleranzring der Europäischen Akademie der Wissenschaften und Künste[48]
- 2014: Preis für Verständigung und Toleranz des Jüdischen Museums Berlin
- 2015: Moses-Mendelssohn-Medaille
- 2019: Verleihung des Ehrenbürgerrechts Münchens[49]
- 2020: Große Staufermedaille in Gold[50]

## Schriften
- Die Ruine in den Bildern Hubert Roberts. Fink, München 1967 (Dissertation, Philosophische Fakultät der Universität München, 1967).
- (Hrsg.) Weltmarkt der Medien. Beiträge von Wolfgang R. Langenbucher und Holger Rust. Burda, München 1993.
- Die digitale Revolution. In: medien + erziehung. Jg. 38 (1994), Nr. 5, ISSN 0176-4918; S. 268–271.
- (Hrsg. mit Christa Maar) Iconic Turn. Die neue Macht der Bilder. DuMont, Köln 2004, ISBN 3-8321-7873-2.
- (Hrsg. mit Christa Maar): Iconic Worlds. Neue Bilderwelten und Wissensräume. DuMont, Köln 2006, ISBN 978-3-8321-7995-3.
- Mediale Wunderkammern. Hrsg. v. Wolfgang Ullrich. Fink, München 2009, ISBN 978-3-7705-4802-6.
- Was die traditionelle Wirtschaft von einem Internet-Entrepreneur lernen kann. In: Ders., Mathias Döpfner, Bodo Hombach, Jürgen Rüttgers (Hrsg.): 2020 – Gedanken zur Zukunft des Internets. Klartext, Essen, 2010. ISBN 978-3-8375-0376-0.
- In medias res. Zehn Kapitel zum Iconic Turn. Petrarca/Fink, München/Paderborn 2010, ISBN 978-3-7705-5125-5.
  - The digital wunderkammer. 10 chapters on the iconic turn. Übersetzt ins Englische von Gina Higgins. Fink, Petrarca, Paderborn und München 2011. ISBN 978-3-7705-5193-4.
- Die Bunte-Story – ein People-Magazin in Zeiten des Umbruchs. Pantheon, München 2012, ISBN 978-3-570-55221-6.[51] Auszug
- Notizen zur digitalen Revolution 1990–2015: Wie die Medien sich ändern, Petrarca Verlag, München 2014, ISBN 978-3-87115-046-3.[52]
  - How the media is changing. Diary on the digital revolution. Notes from 1990–2015. Petrarca, München  2015, ISBN 978-3-87115-050-0.
- Digitale Horizonte: Strategien für neue Medien, Petrarca Verlag, München 2016, ISBN 978-3-87115-098-2.
- Landwege – Seewege, Petrarca Verlag, München 2017.

## Filme
- Hubert Burda. Zwischen Rebellion und Pflicht. Dokumentation, Deutschland, 2006, 45 Min., Buch und Regie: Kathrin Pitterling, Produktion: Norddeutscher Rundfunk, Reihe: Die Erben, Teil 3, Erstsendung: 22. Januar 2007.[53]
- Gero von Boehm begegnet… Hubert Burda. Gespräch. Deutschland, 2002, 45 Min., Regie: Gero von Boehm, Produktion: Interscience, Erstausstrahlung: 24. April 2002 in 3sat.[54]